# Hypospadi
Hypospadi er udmunding af urinrøret på undersiden af penis.
Hypospadi er en ufuldstændig udvikling af urinrøret hos drenge, så det ikke udmunder på toppen af penishovedet. Cirka 0,46% af danske drenge fødes med hypospadi, og de lettere tilfælde med kort afstand fra udmundingen af urinrøret til penishovedet udgør 70 procent. De 0,46% kan sammenlignes med Finland, hvor kun 0,27% af drengebørnene lider af hypospadi. 
Danske læger har stor erfaring med behandling af hypospadi, og problemet løses med en operation, hvor kirurgen forlænger urinrøret og korrigerer en eventuel krumning, og på Rigshospitalets børnekirurgiske afdeling udføres indgrebet oftest i 2-3 års alderen.
Efterforløbet foregår ved, at barnet og forældrene kommer i ambulatoriet efter et par måneder. Der måler man urinstrålens kraft og også, hvordan blæren tømmer sig med en ultralydsundersøgelse. I den sammenhæng vil kirurgen også opdage eventuelle komplikationer til operationen; eksempelvis en forsnævring af urinrøret. Komplikationer ses i 5-10 procent af tilfældene og behandles ambulant eller under en kort indlæggelse.
Der er en svag arvelig tendens til hypospadi, men dette kan også have grund i lignende miljøpåvirkninger hos far og søn. Hormonforstyrrende stoffer er under mistanke for at være grunden til lidelsen.